# William George Barker
William George Barker (3 november 1894 – 12 maart 1930) was in de Eerste Wereldoorlog een gevechtspiloot die 53 andere vliegtuigen neerschoot. Hij is de tot dusver meest onderscheiden Canadese militair.

## Onderscheidingen
- Victoria Cross op 30 november 1918[2]
- Military Cross op 10 januari 1917[3]
  - gesp op 18 juli 1917[3]
  - Gesp op 16 september 1918[4]
- Orde van Voorname Dienst (DSO) op 18 februari 1918[3]
  - Gesp op 18 juli 1917[3]
- Mentioned in dispatches
- Croix de Guerre 1939 - 1945 op 21 september 1918[5]
- Zilveren medaille voor Dapperheid (2) op 12 september 1918[6]

## Militaire carrière
- Wing commander
- Tijdelijk Lieutenant-colonel: 9 mei 1919
- Major:
- Tijdelijk Major (RFC): 14 juli 1918
- Captain: 5 mei 1917
- Lieutenant: 22 september 1916
- Tijdelijk Second Lieutenant: 2 april 1916 (bijzonderheid: slagveld bevordering (battlefield commission))
- Corporal: december 1915
- Private: 1 december 1914